# Айдин
Айди́н (тур. Aydın, грец. Αϊδίνιο) — місто на південному заході Туреччини, адміністративний центр ілу Айдин.

## Історія
У давньогрецьких джерелах місто згадується під назвами грец. Ανθέα (Антея) або грец. Ευανθία (Евантія). За часів великої держави Селевкідів місто носило назву грец. Αντιόχεια του Μαίανδρου (Антіохії на меандрі). (Меандр — давня назва річки Великий Мендерес). Місто було одним із центрів давньої держави Лідія.
У римську та візантійську добу Айдин був відомим як Траллеіс. Пізніше перейменований турками тур. Güzelhisar (Гюзельхізар). Теперішня назва з'явилась у 14 столітті завдяки бею Айдину.
Під час Греко-турецької війни 1919—1922 поблизу Айдина відбувались жорстокі бої, особливо на початку війни — Айдинська битва в період з 27 червня по 4 липня 1919 року. Цивільне населення міста, в основному турки, а також греки понесло важкі втрати.
Айдин залишався в руїнах, поки не був знову відвойований турецькою армією 7 вересня 1922 року. Після війни та утворення Турецької республіки греки міста Айдин були виселені до Греції в обмін на турків, які проживали у Греції, згідно з Конвенцією про обмін, прийнятою на Лозаннській мирній конференції у 1923 році.

## Відомі люди
- Аполлоній Тралесський — давньогрецький скульптор.
- Антеміус Тралесський — грецький інженер, архітектор, математик, фізик.
- Дідо Сотіріу — новогрецька письменниця.

## Міста-побратими
- Бугульма, Республіка Татарстан[3]